# Chiamami quando la magia finisce
| Recensione | Giudizio |
| ---------- | -------- |
| Newsic     | 7,50/10  |
| Rockol     | 7/10     |

Chiamami quando la magia finisce è il secondo album in studio del cantautore italiano Tropico, pubblicato il 29 settembre 2023 dalla Numero Uno.
L'album è stato inserito al quinto posto nella lista dei migliori album italiani dell'anno secondo Rolling Stone Italia.

## Descrizione
In un'intervista a Rolling Stone Italia, Tropico ha dichiarato che per l'album ha scritto tra le cinquanta e le sessanta canzoni prima di scegliere le quattordici definitive:

## Tracce
Testi di Davide Petrella, musiche di Davide Petrella, Rosario Castagnola e Sarah Startuffo, eccetto dove indicato.
1. Piccolo buio – 4:07 (musica: Davide Petrella, Stefano Ceri)
2. Fantasie (feat. Cesare Cremonini) – 3:26
3. Ubriachi di vita – 3:44 (musica: Davide Petrella, Davide Simonetta, Rosario Castagnola, Sarah Tartuffo)
4. Zona Nord (feat. Franco126) – 3:42 (musica: Davide Petrella, Simone Capurro)
5. Che mme lassat' a fa – 3:18
6. Nun ce sta poesia – 3:44
7. Televisione (feat. Mahmood) – 3:34 (testo: Davide Petrella, Alessandro Mahmood)
8. Gotha – 3:39 (musica: Davide Petrella, Rosario Castagnola, Sarah Startuffo, Simone Capurro)
9. E cose ca fann sunnà – 3:31
10. Chiamami quando la magia finisce – 4:23 (musica: Davide Petrella, Davide Simonetta)
11. Fiore (feat. Joan Thiele) – 3:06
12. M'arricordo e te (feat. Raiz) – 3:52
13. È importante avere una visione – 4:18
14. Anema e notte – 2:04

Traccia bonus nell'edizione streaming
1. Anema e notte (feat. Madame) – 4:09

## Classifiche
| Classifica (2023) | Posizione massima |
| ----------------- | ----------------- |
| Italia            | 20                |